# Flying Over Grass
Flying Over Grass (Cao shang fei), és una pel·lícula d'arts marcials d'acció de Hong Kong de 1969 dirigida per Lung Chien i protagonitzada per Ching-Ching Chang, Pin Chiang i Hsia Chiang.

## Argument
A la Xina medieval, una espadachín solitària anomenada, per la seva increïble habilitat en Kung-Fu, "Vol sobre l'herba", ajuda un grup de persones a derrotar un senyor de la guerra.

## Repartiment
- Ching-Ching Chang
- Pin Chiang
- Hsia Chiang
- Li Chin
- Chiang Han
- Bao Hsiao
- You Hsiao
- Chun Huang
- You-Min Ko